# Valknut (program)
Valknut – klient Direct Connect dla systemów Linux, FreeBSD, Windows, OS X. Obecna wersja to 0.3.23 (Qt3) lub 0.4.9 (Qt4). Został napisany przez Mathias-a Küster-a i jest pod licencją GNU GPL. Valknut jest programem napisanym w C++ i używa wieloplatformowej biblioteki Qt.